# 仓孝和
仓孝和（1923年—1984年），曾用名张万生、张健民，男，河南中牟人，中国自然科学史家，教育家。

## 生平
1923年生于天津。祖籍河南省中牟县仓寨村。清乾隆年间翰林仓圣脉七世后裔。1943年参加革命。1945年毕业于重庆中央大學化学系，同年8月加入中国共产党，带领重庆市各大学两百余名青年大学生投奔中原解放区，先后在359旅、中原民主建国大学工作。1946年夏，赴北平从事党的地下工作。
1949年北平和平解放后，历任东单区学委书记，育英中学（现北京市第二十五中学）校长、党支部书记，市教育工会宣传部副部长，市科联委员等职。1952年与陶凤娟结婚。1953年12月开始担任北京教师进修学院副院长和北京市教育局党组成员。1954年初，根据中共北京市委的决定，在教师进修学院的基础上筹建北京师范学院。仓孝和在凌莎就任院长前，主持校务工作。
此后历任北京师范学院教务长、党委副书记等职。文化大革命期间，受到迫害。1978年中共十一届三中全会后，调任中国科学院自然科学史研究所所长。1980年参与创建中国科学技术史学会，任副理事长，1981年开始撰写《自然科学史简编》。1983年3月，接替崔耀先担任北京师范学院院长。
1984年5月8日在北京去世，其遗著《自然科学史简编》在北京师范学院申先甲、孙念台、陶凤娟的补充和整理下于1988年出版。

## 出版物
代表作《自然科学史简编》荣获1989年首届全国科技史优秀图书荣誉奖。